# Lundbeck
H. Lundbeck — датская фармацевтическая компания. Штаб-квартира расположена в Копенгагене. Специализируется на лекарствах, применяемых при нервных расстройствах (антидепрессанты, антипсихотики).

## История
Компания была основана в 1915 году Хансом Лундбеком (Hans Lundbeck) как посредник в торговле разнообразными товарами. С появлением в компании в 1924 году Эдуарда Гольдшмидта медикаменты начали занимать всё большее место в номенклатуре товаров компании, а в 1930-х годах Lundbeck начала собственное производство лекарств. В годы Второй мировой войны компания продолжала работать и даже открыла первый зарубежный филиал (в Швеции) и выпустила первый успешный препарат Lucosil. По окончании войны компания приобрела патент на опиоидный анальгетик кетобемидон (он был разработан в Германии в 1942 году, патент на него стал частью контрибуций). В 1954 году был создан Фонд Лундбек, сохраняющий за собой контрольный пакет акций компании. В 1958 году был выпущен первый антипсихотик компании Труксал (хлорпротиксен). К середине 1960-х годов трёх четверти выручки компании приходилось на зарубежные рынки. В 1989 году на рынок был выпущен антидепрессант Ципрамил (циталопрам), ставший основным источником выручки для компании. В конце 1990-х годов начались продажи антипсихотика Сердолект (сертиндол). В 1999 году компания стала публичной, разместив четверть акций на Копенгагенской фондовой бирже (остальные остались у фонда).
В 2019 году была куплена компания Alder BioPharmaceuticals со штаб-квартирой в Ботелле (штат Вашингтон, США); сумма сделки составила 1,95 млрд долларов.

## Деятельность
Географическое распределение выручки за 2021 год:
- Северная Америка — 8,25 млрд крон;
- Европа — 3,50 млрд крон;
- другие регионы — КНР, Япония, Республика Корея, Австралия, Бразилия, 4,16 млрд крон.

Основные препараты по объёму продаж в 2021 году:
- Brintellix/Trintellix (вортиоксетин) — антидепрессант, 3,53 млрд крон;
- Rexulti/Rxulti (brexpiprazole) — атипичный антипсихотик, 2,85 млрд крон;
- Abilify Maintena (арипипразол) — атипичный антипсихотик, 2,42 млрд крон;
- Cipralex/Lexapro (эсциталопрам) — антидепрессант, 2,35 млрд крон.